# Germantown (Kentucky)
Germantown é uma cidade localizada no estado americano de Kentucky, no Condado de Bracken e Condado de Mason.

## Demografia
Segundo o censo americano de 2000, a sua população era de 190 habitantes.
Em 2006, foi estimada uma população de 152, um decréscimo de 38 (-20.0%).

## Geografia
De acordo com o United States Census Bureau tem uma área de
0,7 km², dos quais 0,7 km² cobertos por terra e 0,0 km² cobertos por água. Germantown localiza-se a aproximadamente 288 m acima do nível do mar.

## Localidades na vizinhança
O diagrama seguinte representa as localidades num raio de 16 km ao redor de Germantown.